# 干河彝族乡
干河彝族乡是中华人民共和国云南省文山壮族苗族自治州砚山县下辖的一个民族乡。

## 行政区划
干河彝族乡下辖以下村级行政区划单位：
干河村、卡吉村、碧云村和红舍克村。